# Algebraic & Geometric Topology
Algebraic & Geometric Topology ist eine mathematische Fachzeitschrift, die von Mathematical Sciences Publishers herausgebracht wird und Arbeiten aus der Topologie veröffentlicht. Sie wurde 2001 gegründet.